# Futura Volley Busto Arsizio

Sponsor Yamamay klubu z Busto Arsizio w latach 2006-2017

Futura Volley Busto Arsizio – włoski żeński klub siatkarski powstały w 1998 r. z siedzibą w mieście Busto Arsizio. Klub występuje w rozgrywkach włoskiej Serie A1.

## Nazwy klubu
- 1998-1999 Brums Preca Busto Arsizio
- 1999-2002 Brums Busto Arsizio
- 2002-2006 Dumeglio Brums Busto Arsizio
- 2006-2012 Yamamay Busto Arsizio
- 2012-2016 Unendo Yamamay Busto Arsizio
- 2016-2017 Unet Yamamay Busto Arsizio
- 2017-2022 Unet E-Work Busto Arsizio
- 2022-2023 E-Work Busto Arsizio
- 2023- UYBA Volley Busto Arsizio[1]

## Sukcesy
Puchar CEV:
- 2010, 2012, 2019
- 2017

Puchar Włoch:
- 2012

Mistrzostwo Włoch:
- 2012
- 2014

Superpuchar Włoch:
- 2012

Liga Mistrzyń:
- 2015
- 2013

## Występy w europejskich pucharach
| Trenerzy  | Trenerzy         | Trenerzy             |
| Lata      | W klubie         | Trener               |
| --------- | ---------------- | -------------------- |
| 2004/2005 |                  | Carlo Parisi         |
| 2005/2006 |                  | Carlo Parisi         |
| 2006/2007 |                  | Carlo Parisi         |
| 2007/2008 |                  | Carlo Parisi         |
| 2008/2009 |                  | Carlo Parisi         |
| 2009/2010 |                  | Carlo Parisi         |
| 2010/2011 |                  | Carlo Parisi         |
| 2011/2012 |                  | Carlo Parisi         |
| 2012/2013 |                  | Carlo Parisi         |
| 2013/2014 |                  | Carlo Parisi         |
| 2014/2015 |                  | Carlo Parisi         |
| 2015/2016 | Marco Mencarelli |                      |
| 2016/2017 | Marco Mencarelli |                      |
| 2017/2018 | Marco Mencarelli |                      |
| 2018/2019 | Marco Mencarelli |                      |
| 2019/2020 | Stefano Lavarini |                      |
| 2020/2021 | do 05.12.2020    | Marco Fenoglio       |
| 2020/2021 | od 06.12.2020    | Marco Musso          |
| 2021/2022 |                  | Marco Musso          |
| 2022/2023 |                  | Marco Musso          |
| 2023/2024 | do 21.11.2023    | Julio Velasco        |
| 2023/2024 | od 23.11.2023    | Juan Manuel Cichello |
| 2023/2024 | do 07.03.2024    | Juan Manuel Cichello |
| 2023/2024 | od 07.03.2024    | Enrico Barbolini     |
| 2024/2025 | do 25.10.2024    | Giovanni Caprara     |
| 2024/2025 | od 25.10.2024    | Enrico Barbolini     |

## Zawodniczki

### Polki w klubie
| Lata gry  | Imię i nazwisko |
| --------- | --------------- |
| 2013-2014 | Joanna Wołosz   |
| 2016-2017 | Agata Witkowska |

## Kadra

### Sezon 2022/2023[12]
| Nr | Imię i nazwisko       | Data ur. | Wzrost | Pozycja      |
| -- | --------------------- | -------- | ------ | ------------ |
| 1  | Valeria Battista      | 2001     | 182    | atakująca    |
| 2  | Alice Degradi         | 1996     | 181    | przyjmująca  |
| 3  | Carli Lloyd           | 1989     | 180    | rozgrywająca |
| 5  | Sofia Monza           | 2002     | 174    | rozgrywająca |
| 7  | Rosamaria Montibeller | 1994     | 185    | atakująca    |
| 8  | Giuditta Lualdi       | 1995     | 186    | środkowa     |
| 10 | Lena Stigrot          | 1994     | 184    | przyjmująca  |
| 12 | Valentina Colombo     | 2003     | 185    | środkowa     |
| 13 | Rossella Olivotto     | 1991     | 184    | środkowa     |
| 14 | Giorgia Zannoni       | 1998     | 171    | libero       |
| 15 | Loveth Omoruyi        | 2002     | 182    | przyjmująca  |
| 16 | Katerina Zakchaiou    | 1998     | 192    | środkowa     |
| 17 | Chiara Bressan        | 2004     | 170    | libero       |

### Sezon 2021/2022
| Nr | Imię i nazwisko                | Data ur. | Wzrost | Pozycja      |
| -- | ------------------------------ | -------- | ------ | ------------ |
| 1  | Jordyn Poulter                 | 1997     | 188    | rozgrywająca |
| 2  | Valeria Battista               | 2001     | 182    | atakująca    |
| 3  | Rossella Olivotto              | 1991     | 184    | środkowa     |
| 4  | Victoria Mayer (od 31.03.2022) | 2001     | 180    | rozgrywająca |
| 5  | Sofia Monza                    | 2002     | 174    | rozgrywająca |
| 7  | Chiara Bressan                 | 2004     | 170    | libero       |
| 8  | Alexa Gray                     | 1994     | 185    | przyjmująca  |
| 10 | Valentina Colombo              | 2003     | 185    | środkowa     |
| 11 | Camilla Mingardi               | 1997     | 186    | atakująca    |
| 14 | Giorgia Zannoni                | 1998     | 171    | libero       |
| 15 | Jovana Stevanović              | 1992     | 190    | środkowa     |
| 16 | Lucia Bosetti                  | 1989     | 175    | przyjmująca  |
| 19 | Adelina Budăi-Ungureanu        | 2000     | 187    | przyjmująca  |
| 23 | Liset Herrera                  | 1998     | 192    | środkowa     |

### Sezon 2020/2021
| Nr | Imię i nazwisko     | Data ur. | Wzrost | Pozycja      |
| -- | ------------------- | -------- | ------ | ------------ |
| 1  | Jordyn Poulter      | 1997     | 188    | rozgrywająca |
| 3  | Rossella Olivotto   | 1991     | 184    | środkowa     |
| 6  | Alessia Gennari     | 1991     | 184    | przyjmująca  |
| 7  | Asia Bonelli        | 2000     | 180    | rozgrywająca |
| 8  | Alexa Gray          | 1994     | 185    | przyjmująca  |
| 9  | Giulia Leonardi     | 1987     | 165    | libero       |
| 11 | Camilla Mingardi    | 1997     | 186    | atakująca    |
| 12 | Francesca Piccinini | 1979     | 185    | przyjmująca  |
| 13 | Chiara Cucco        | 2002     | 168    | libero       |
| 15 | Jovana Stevanović   | 1992     | 190    | środkowa     |
| 17 | Ana Escamilla       | 1998     | 183    | przyjmująca  |
| 18 | Katarina Bulovic    | 2002     | 184    | przyjmująca  |
| 23 | Liset Herrera       | 1998     | 192    | środkowa     |

### Sezon 2019/2020
| Nr | Imię i nazwisko                     | Data ur. | Wzrost | Pozycja      |
| -- | ----------------------------------- | -------- | ------ | ------------ |
| 1  | Haleigh Washington                  | 1995     | 192    | środkowa     |
| 3  | Erblira Bici                        | 1995     | 186    | atakująca    |
| 4  | Britt Herbots                       | 1999     | 182    | przyjmująca  |
| 5  | Wang Simin                          | 1997     | 168    | libero       |
| 6  | Alessia Gennari                     | 1991     | 184    | przyjmująca  |
| 7  | Maria Luisa Cumino                  | 1992     | 177    | rozgrywająca |
| 8  | Alessia Orro                        | 1998     | 183    | rozgrywająca |
| 9  | Giulia Leonardi                     | 1987     | 165    | libero       |
| 10 | Francesca Villani                   | 1995     | 187    | przyjmująca  |
| 11 | Karsta Lowe                         | 1993     | 185    | atakująca    |
| 12 | Francesca Piccinini (od 16.01.2020) | 1979     | 185    | przyjmująca  |
| 13 | Sara Bonifacio                      | 1996     | 186    | środkowa     |
| 14 | Beatrice Negretti                   | 1999     | 170    | libero       |
| 15 | Beatrice Berti                      | 1996     | 193    | środkowa     |

### Sezon 2018/2019
| Nr | Imię i nazwisko    | Data ur. | Wzrost | Pozycja      |
| -- | ------------------ | -------- | ------ | ------------ |
| 1  | Vittoria Piani     | 1998     | 187    | atakująca    |
| 3  | Virginia Peruzzo   | 2000     | 178    | przyjmująca  |
| 4  | Britt Herbots      | 1999     | 182    | przyjmująca  |
| 5  | Kaja Grobelna      | 1995     | 188    | atakująca    |
| 6  | Alessia Gennari    | 1991     | 184    | przyjmująca  |
| 7  | Maria Luisa Cumino | 1992     | 177    | rozgrywająca |
| 8  | Alessia Orro       | 1998     | 183    | rozgrywająca |
| 9  | Giulia Leonardi    | 1987     | 165    | libero       |
| 13 | Sara Bonifacio     | 1996     | 186    | środkowa     |
| 14 | Floortje Meijners  | 1987     | 192    | przyjmująca  |
| 15 | Beatrice Berti     | 1996     | 193    | środkowa     |
| 17 | Martina Šamadan    | 1993     | 193    | środkowa     |
| 18 | Alexandra Botezat  | 1998     | 196    | środkowa     |

### Sezon 2017/2018
| Nr | Imię i nazwisko    | Data ur. | Wzrost | Pozycja      |
| -- | ------------------ | -------- | ------ | ------------ |
| 1  | Vittoria Piani     | 1998     | 187    | atakująca    |
| 2  | Federica Stufi     | 1988     | 186    | środkowa     |
| 5  | Ilaria Spirito     | 1994     | 174    | libero       |
| 6  | Alessia Gennari    | 1991     | 184    | przyjmująca  |
| 7  | Stefania Dall'Igna | 1984     | 175    | rozgrywająca |
| 8  | Alessia Orro       | 1998     | 183    | rozgrywająca |
| 9  | Sarah Wilhite      | 1995     | 186    | przyjmująca  |
| 13 | Valentina Diouf    | 1993     | 203    | atakująca    |
| 14 | Michelle Bartsch   | 1990     | 193    | przyjmująca  |
| 15 | Beatrice Berti     | 1996     | 193    | środkowa     |
| 16 | Beatrice Negretti  | 1999     | 170    | libero       |
| 17 | Siłwana Czauszewa  | 1995     | 188    | przyjmująca  |
| 18 | Alexandra Botezat  | 1998     | 196    | środkowa     |

### Sezon 2016/2017

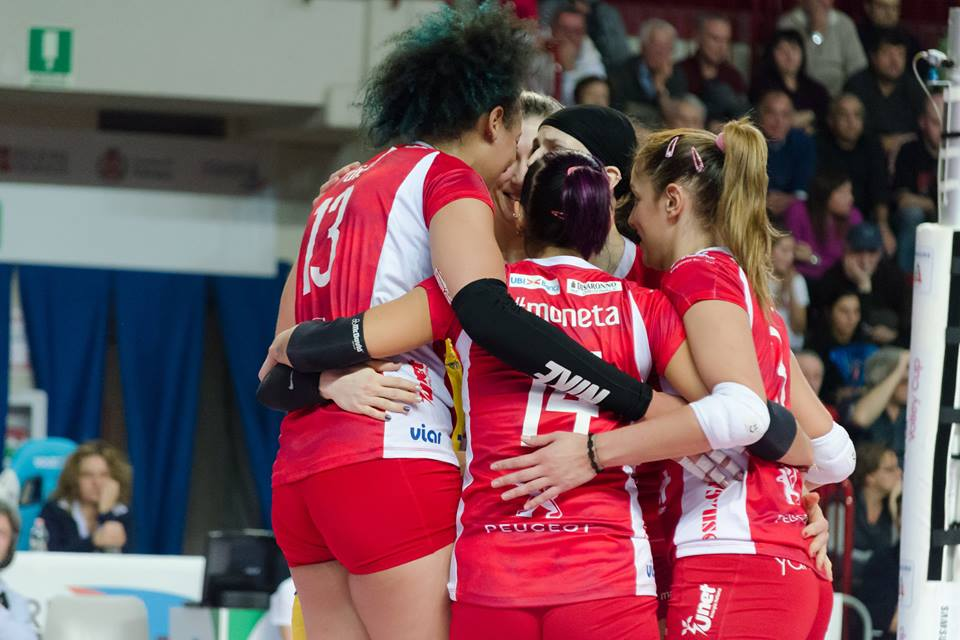
Zawodniczki Unendo Yamamay Busto Arsizio w sezonie 2016/2017

| Nr | Imię i nazwisko    | Data ur. | Wzrost | Pozycja               |
| -- | ------------------ | -------- | ------ | --------------------- |
| 2  | Federica Stufi     | 1988     | 186    | środkowa              |
| 3  | Noemi Signorile    | 1990     | 183    | rozgrywająca          |
| 4  | Caterina Cialfi    | 1995     | 180    | rozgrywająca          |
| 5  | Ilaria Spirito     | 1994     | 174    | libero                |
| 6  | Valentina Fiorin   | 1984     | 187    | przyjmująca           |
| 7  | Agata Witkowska    | 1989     | 170    | libero                |
| 8  | Brayelin Martínez  | 1996     | 201    | przyjmująca           |
| 11 | Anti Wasilandonaki | 1996     | 196    | przyjmująca/atakująca |
| 13 | Valentina Diouf    | 1993     | 203    | atakująca             |
| 14 | Serena Moneta      | 1990     | 178    | przyjmująca           |
| 15 | Beatrice Berti     | 1996     | 193    | środkowa              |
| 17 | Giulia Pisani      | 1992     | 184    | środkowa              |

### Sezon 2015/2016

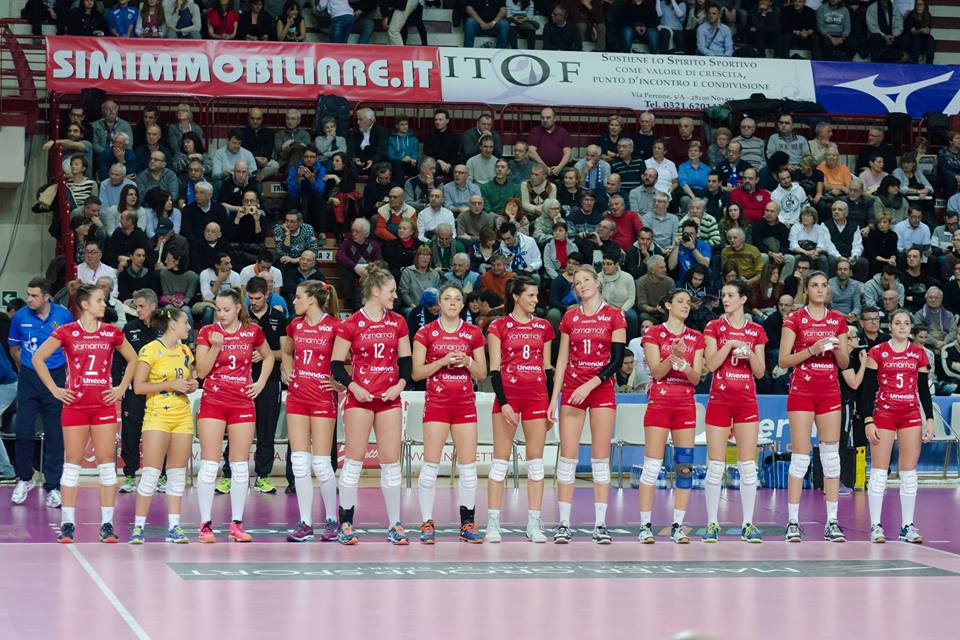
Zawodniczki Unendo Yamamay Busto Arsizio w sezonie 2015/2016

| Nr | Imię i nazwisko  | Data ur. | Wzrost | Pozycja      |
| -- | ---------------- | -------- | ------ | ------------ |
| 1  | Hélène Rousseaux | 1991     | 188    | przyjmująca  |
| 2  | Alice Degradi    | 1996     | 181    | przyjmująca  |
| 3  | Caterina Cialfi  | 1995     | 180    | rozgrywająca |
| 6  | Silvia Fondriest | 1988     | 187    | środkowa     |
| 7  | Jenna Hagglund   | 1989     | 177    | rozgrywająca |
| 8  | Jaimie Thibeault | 1989     | 188    | środkowa     |
| 9  | Valeria Papa     | 1989     | 183    | przyjmująca  |
| 11 | Karsta Lowe      | 1993     | 185    | atakująca    |
| 12 | Giulia Angelina  | 1997     | 192    | przyjmująca  |
| 14 | Gözde Yılmaz     | 1991     | 194    | przyjmująca  |
| 17 | Giulia Pisani    | 1992     | 184    | środkowa     |
| 18 | Celeste Poma     | 1991     | 165    | libero       |

### Sezon 2014/2015

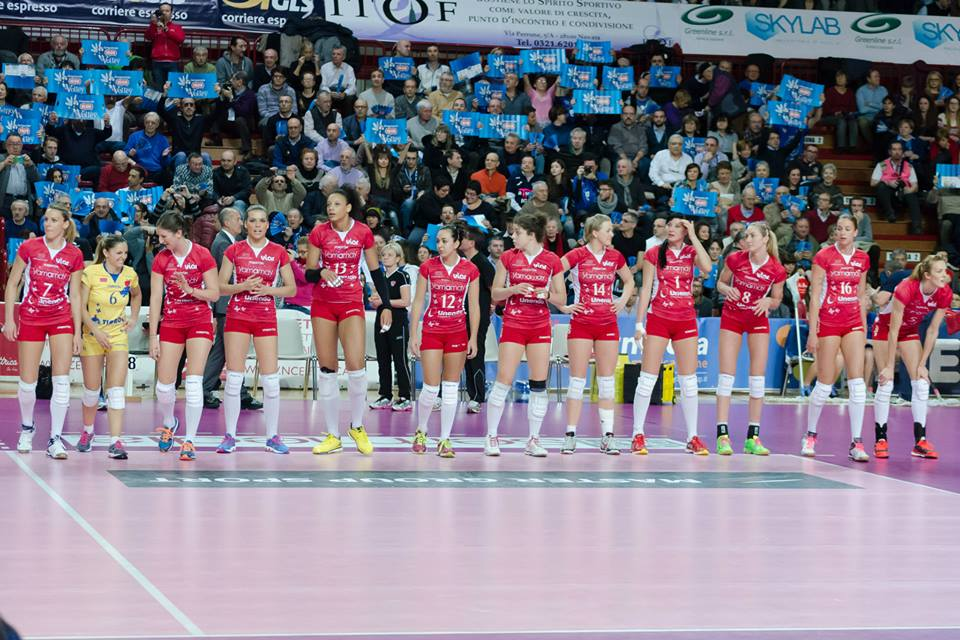
Zawodniczki Unendo Yamamay Busto Arsizio w sezonie 2014/2015

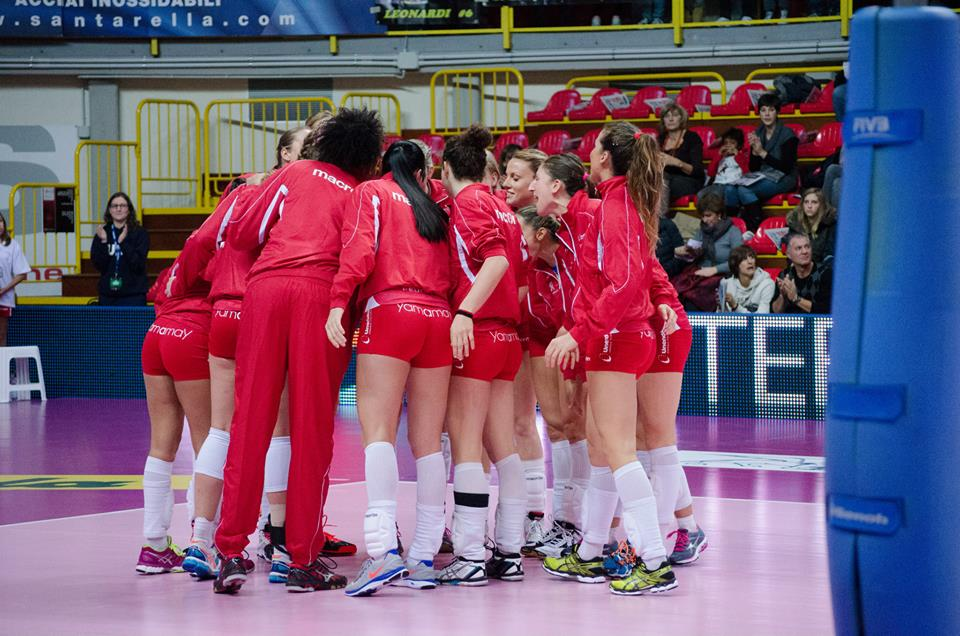
Zawodniczki Unendo Yamamay Busto Arsizio w sezonie 2014/2015

| Nr | Imię i nazwisko        | Data ur. | Wzrost | Pozycja               |
| -- | ---------------------- | -------- | ------ | --------------------- |
| 1  | Jekatierina Lubuszkina | 1990     | 185    | środkowa              |
| 2  | Alice Degradi          | 1996     | 181    | przyjmująca           |
| 3  | Valentina Rania        | 1985     | 183    | przyjmująca           |
| 5  | Ciara Michel           | 1985     | 195    | środkowa              |
| 6  | Giulia Leonardi        | 1987     | 165    | libero                |
| 7  | Francesca Marcon       | 1983     | 180    | przyjmująca           |
| 8  | Rebecca Perry          | 1988     | 190    | przyjmująca/atakująca |
| 9  | Freya Aelbrecht        | 1990     | 189    | środkowa              |
| 12 | Letizia Camera         | 1992     | 175    | rozgrywająca          |
| 13 | Valentina Diouf        | 1993     | 202    | atakująca             |
| 14 | Joanna Wołosz          | 1990     | 181    | rozgrywająca          |
| 16 | Helena Havelková       | 1988     | 186    | przyjmująca           |
| 17 | Giulia Pisani          | 1992     | 184    | środkowa              |

### Sezon 2013/2014

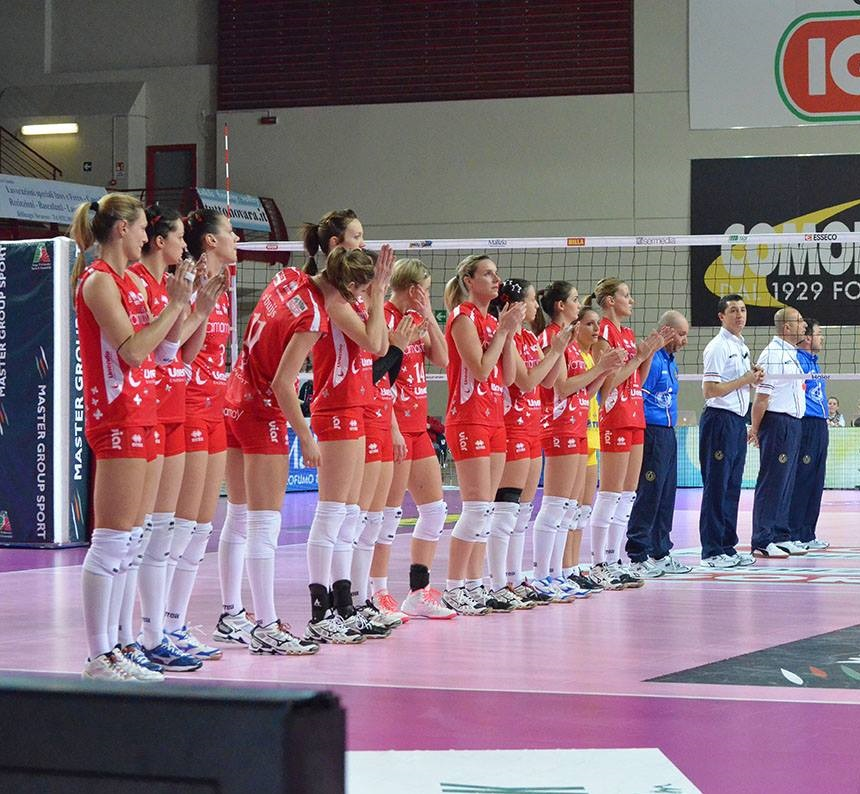
Zawodniczki Unendo Yamamay Busto Arsizio w sezonie 2013/2014

- 1.  Serena Ortolani
- 3.  Ilaria Garzaro
- 4.  Marika Bianchini
- 5.  Ciara Michel
- 6.  Giulia Leonardi
- 7.  Francesca Marcon
- 9.  Ilaria Spirito
- 10. Lonneke Slöetjes
- 11. Anne Buijs
- 13. Valentina Arrighetti
- 14. Joanna Wołosz
- 15. Alessandra Petrucci
- 17. Giulia Pisani

### Sezon 2012/2013

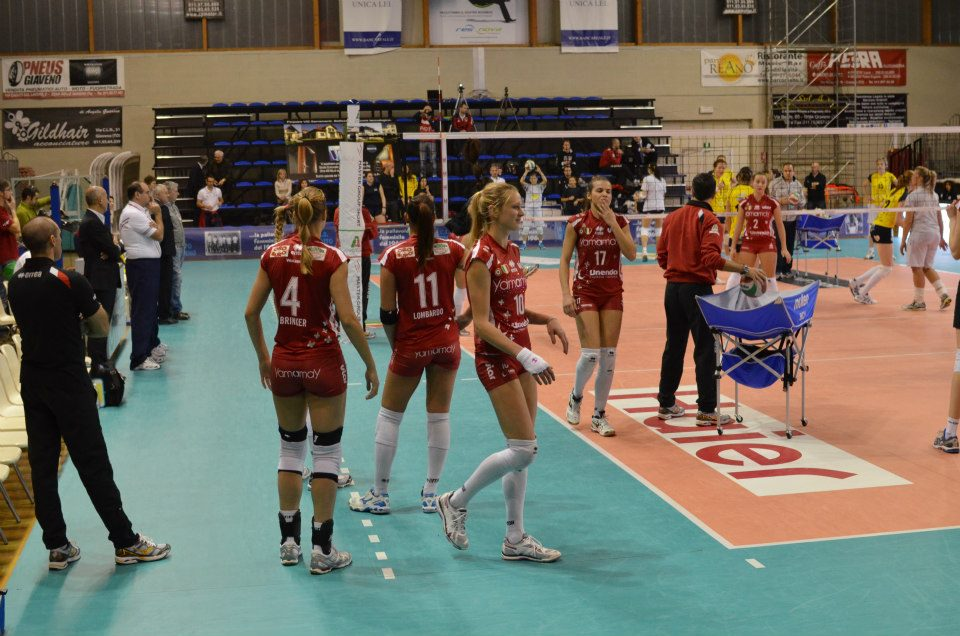
Zawodniczki Unendo Yamamay Busto Arsizio podczas rozgrzewki przed meczem ligowym w sezonie 2012/2013

- 1.  Juliann Faucette
- 2.  Ana Grbac
- 3.  Carli Lloyd
- 4.  Maren Brinker
- 6.  Giulia Leonardi
- 7.  Francesca Marcon
- 8.  Christina Bauer
- 10. Margareta Kozuch
- 11. Gilda Lombardo
- 13. Valentina Arrighetti
- 14. Valeria Caracuta
- 17. Giulia Pisani
- 18. Veronica Bisconti

### Sezon 2011/2012

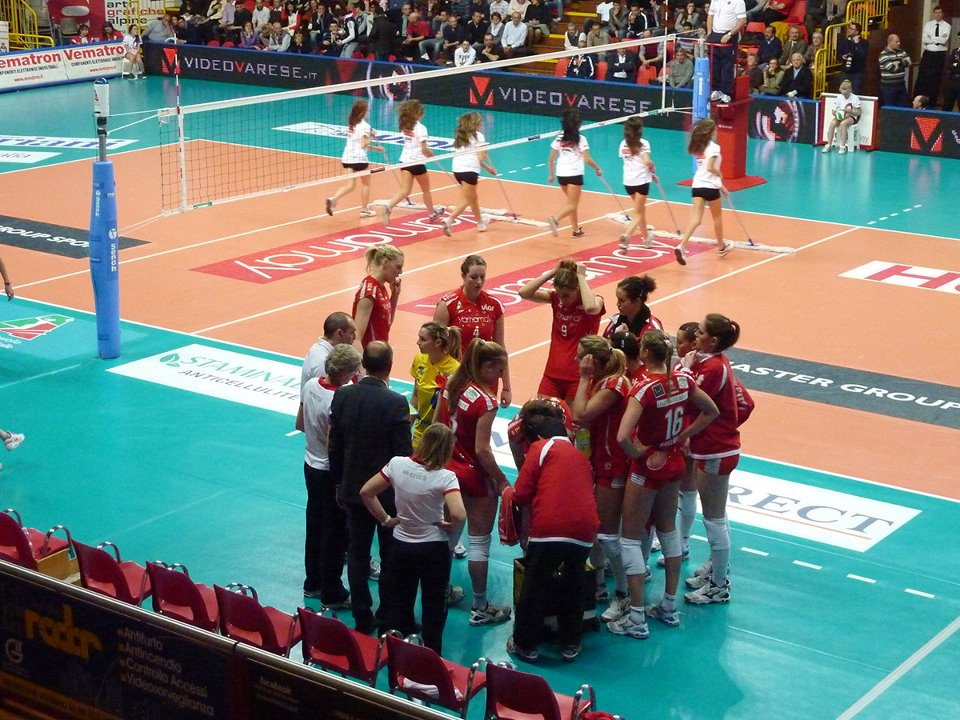
Zawodniczki Yamamay Busto Arsizio podczas przerwy w meczu w sezonie 2011/2012

- 3.  Carli Lloyd
- 4.  Aneta Havlíčková
- 5.  Chiara Dall'Ora
- 6.  Giulia Leonardi
- 7.  Francesca Marcon
- 8.  Christina Bauer
- 9.  Floortje Meijners
- 10. Silvia Lotti
- 14. Valeria Caracuta
- 16. Helena Havelková
- 17. Giulia Pisani
- 18. Veronica Bisconti

### Sezon 2010/2011
- 1.  Luna Carocci
- 2.  Aneta Havlíčková
- 4.  Federica Valeriano
- 5.  Kim Mi-Na
- 7.  Francesca Marcon
- 8.  Christina Bauer
- 9.  Floortje Meijners
- 10. Barbara Campanari
- 13. Valentina Serena
- 14. Lucia Crisanti
- 16. Helena Havelková